# Coccothrinax gundlachii
Coccothrinax gundlachii е вид растение от семейство Палмови (Arecaceae). Видът е незастрашен от изчезване.

## Разпространение
Разпространен е в Куба.